# Cronache del bordo
Cronache del Bordo (Stormchaser) è il sequel del libro Cronache di Boscofondo di Paul Stewart e Chris Riddell. Sono stati successivamente pubblicati il sequel Cronache di Santafrasso e il prequel Cronache dell'Ombra, sempre degli stessi autori.

## Trama
Dopo aver incontrato suo padre, Quintinius Verginix, Fruscello comincia a fare parte della ciurma della "Cacciatempeste". Ha come compagni il divertente Tem, il rude Coccia, l'acuto Lancetto, il puzzolente Babbaleo, il possente Bazzo, il viscido Visciolo, la misteriosa Maugin e il padre. Prima devono portare un carico di ferlegno al villaggio dei troll legnaioli in Boscofondo (e in questa missione Fruscello combina un disastro), poi si fermano da Ma-Ciuffo Piumato, che tiene la per niente sontuosa taverna "Alla Sanguiquercia". Lì c'è anche un Accademico di Santafrasso, lo Specialista di Luce, che manda Quintinius Verginix e la sua ciurma a cercare dei fulmini solidi (tempesfrasso). Visciolo tradisce il capitano insieme a Babbaleo, ma Bazzo uccide entrambi; però questa perdita di tempo causa una collisione della nave nella quale essa scompare insieme al padre di Fruscello. Il ragazzo si ritrova quindi nella Selva del Crepuscolo con tutti gli altri, anche lo Specialista di Luce, che si è rotto il collo. Trovano il Tempesfrasso (e anche un po' di polvofrasso, tempesfrasso macinato), ma nel mentre Tem e Coccia impazziscono e fuggono. Oltre la Selva, c'è la Palude. Nella Palude, uno strano essere di nome Scrofola Toglidito vuole uccidere Bazzo e gli altri per prendere dalle loro dita alcuni cristalli di tempesfrasso. Uccide Bazzo, Lancetto e lo Specialista di Luce e ferisce gravemente Maugin, che rivela a Fruscello di essere una Troglo. Allora il figlio di Quintinius Verginix, dopo uno scontro a sangue freddo, fa fuori Scrofola e, insieme a Maugin, rimette a posto una nave pirata volante che era in possesso della creatura, la "Tagliaventi". Volano a Città Bassa, dove Fruscello compra una nave, la "Ballerina". Quindi sventa i piani di Vilnix Pompolnius, diventato Supremo Accademico di Santafrasso con l'inganno. Fruscello diventa quindi capitano di una nave volante. Nella sua ciurma ci saranno un Pilotapietra Troglo (Maugin), un goblin testapiatta (il vanitoso Zuccacosta), un acquigliolo (l'imprevedibile Liscaio), un quercerlfo (il felice Spoletta), un quartiermastro umano (il codardo Tortoso Nevicchio), un maciullaio (il triste Bistecca) e un goffolone (il coraggioso Bimbolo). Sotto consiglio di un gigantesco uccello parlante, andranno a cercare il padre di Fruscello, che si è perso nella Tempesta Madre, che è ora diretta verso Santafrasso.

## Personaggi principali
- Verginix, Fruscello (Verginix, Aborinus): Questo ragazzo è timido e molto coraggioso. Non sopporta alcuni comportamenti del padre e li regge poco, ma riesce a sentirsi meglio ricordandosi che egli è il grande capitano pirata Lupo delle Nubi. In segreto, è mezzo innamorato di Maugin.

- Maugin, Troglo (il Pilotapietra): Questa Troglo è stata rapita da un commerciante di schiavi il giorno in cui doveva diventare Troglochessa. La poveraccia è stata comprata da Lupo delle Nubi ed è diventata un'abile Pilotapietra, cioè colui (o, in questo caso, colei) che fa muovere la Lieviroccia che dà la carica alla nave volante. Insieme a Fruscello mette a puntino la Tagliaventi.

### Altri personaggi
- Verginix, Quintinius (Lupo delle Nubi): Capitano della "Cacciatempeste" impetuoso e anche complesso come personaggio. Ama suo figlio, ma per il suo bene lo lascia nel bosco (anche per non farlo vivere tra i pirati). Ha comprato la sua nave da Ma-Ciuffo Piumato e si lusinga ogni qual volta vede o sente nominare lo Specialista di Luce, essendo quest'ultimo il suo vecchio insegnante di Accademia a Santafrasso, che lo ha fatto diventare Cavaliere Accademico. Odia Vilnix Pompolnius.

- Specialista di Luce: Vecchio insegnante di accademia del capitano Lupo delle Nubi. Questo Accademico di Santafrasso vuole cercare di dimostrare che la luce sta a base di ogni cosa o essere vivente. Nella missione alla Selva del Crepuscolo si rompe il collo, mentre nella Palude viene buttato nelle sabbie mobili da Scrofola Toglidito due volte (e nella seconda muore).

- Lancetto: Ultimo della ciurma della "Cacciatempeste" a morire (senza contare Fruscello e Maugin), e in questo caso ucciso dal terribile Scrofola. Pur essendo un semplice essere minuto e piccolo, è molto esperto in volo navale.

- Bazzo: Goffolone grosso e potente che viene ucciso da Scrofola in modo misterioso. Per Lupo delle Nubi è come un sicario. Da parte sua, ha fatto fuori Babbaleo e Visciolo.

- Durascorza, Tem: Pirata barbuto e grosso che fa battute esilaranti. Non muore, ma impazzisce, nella Selva del Crepuscolo. Infatti era nella zona "vivente" della Selva, quella che fa allucinazioni.

- Mentuto, Coccia: Pirata con protesi al mento molto rude. Fugge all'improvviso, senza sapersi né come né perché.

- Bilius, Visciolo: Tradisce Lupo delle Nubi pur per diventare ricco e mastrogilda. Si serve anche di Babbaleo, e, prima che possa uccidere Fruscello (che era sua intenzione) viene fatto fuori da Bazzo.

- Babbaleo: Potente goblin testapiatta che, insieme a Visciolo, tradisce Lupo delle Nubi; è il primo a morire della ciurma della Cacciatempeste.

- Ma-Ciuffo Piumato: Proprietaria della taverna "Alla Sanguiquercia". Governa Città Bassa, ma tutti la odiano. Fruscello nell'ultimo capitolo la inganna dicendole un segreto. Poi lo rivela a tutta la città.

- Volaratti: Animali mezzi pipistrelli e mezzi topi che quando entrano in una nave pirata è buon presagio, ma fanno un gran baccano. Quindi va bene sia quando ci sono sia quando non ci sono.

- Il brucello: Uccello molto grande parlante del quale Fruscello ha assistito la schiusa. Deve quindi proteggerlo sempre e ad ogni costo. Grazie al brucello, il ragazzo scopre che suo padre si è perso nella Gran Tempesta.

### I Cattivissimi
- Pompolnius, Vilnix: Supremo Accademico di Santafrasso. Dopo aver creato il polvofrasso (tempesfrasso macinato), non nomina il tempesfrasso. Dice di avere abbastanza polvofrasso per le gilde e tempesfrasso per gli accademici ma non ha niente. Con la paura di essere ucciso da Fruscello, si suicida buttandosi da Santafrasso a Città Bassa.

- Toglidito, Scrofola (Tollnix, Screedius): Pirata che perse la memoria cadendo nella Palude. Inganna la gente che la deve attraversare dicendo che è una guida. Poi si ferma alla sua vecchia nave, uccide la povera gente e stacca loro le dita per prendere i cristalli di tempesfrasso che sono rimasti attorno quando erano alla Selva. Viene ucciso da Fruscello.

- Xintax, Simenon (mastrogilda): Uomo grasso che vuole i frassi. Polvofrasso da Vilnix, tempesfrasso da Visciolo.

### Ciurma della "Ballerina"
- Liscaio: Acquigiolo che percepisce i pensieri delle persone.

- Zuccacosta: Goblin testapiatta che era guardia della sala del tesoro di Vilnix.

- Bimbolo: Goffolone ferito e sentimentale che, appena conosciuto Fruscello, ha voluto diventarne amico.

- Tendimanzo, Bistecca: Maciullaio il cui fratello, Tendine, che Fruscello conosceva, è morto in un esperimento col polvofrasso.

- Spoletta: Quercelfo dagli occhi grandi e tristi che fa grande amicizia con Bistecca.

- Nevicchio, Tortoso: Il miglior quartiermastro in zona. Secondo Liscaio, all'interno del suo corpo c'è un qualcosa di esplosivo.

Nella ciurma della "Ballerina" c'è anche Maugin.

### Personaggi secondari
- Forficula: Ma-Ciuffo Piumato lo adora, ma quando egli fa finta che lo Specialista di Luce sia morto riferendolo a Vilnix, la sua vita ha un'orribile svolta. Vilnix aveva capito che quelle di Forficula erano bugie, quindi gli taglia le sue grandi orecchie da notturnolo. Muore in un esperimento di Sguiscio.

- Sguiscio: Goblin stupido che nei suoi esperimenti col polvofrasso uccide Tendine, Forficula e sé stesso.

- Tendimanzo, Tendine: Maciullaio venditore di amuleti e fratello di Bistecca che muore in un esperimento di Sguiscio.

- Specialista d'oscurità: Grande amico dello Specialista di Luce. Egli vuole dimostrare che a base di ogni cosa o essere vivente c'è il buio. Fa diventare Fruscello un Cavaliere Accademico di nome Aborinus Verginix.

- Vinchix e il suo Knight: Un cavaliere e il suo graghigno che vogliono andare in paradiso ma non ci riescono perché fermati da una catena. Oltre a Vinchix c'è un altro graghigno chiamato Bolnix il cui Knight è ancora vivo e vegeto, ma pazzo e cieco. Quest'ultimo pensa che Fruscello si chiami Garlinus, e ne è sicurissimo.

- Minulis: Servo di Vilnix che sembra un suo lecca piedi, ma quando muore se la gode.

## Materiali
- Tempesfrasso: Fulmini solidi creati dalle Grandi Tempeste e che arrivano alla Selva del Crepuscolo.

- Polvofrasso: Tempesfrasso macinato. Se non macinato al momento del crepuscolo, esplode.

- Ferlegno: Tipo di legno molto particolare che usano solo i troll legnaioli.

## Specie di animali
In questo libro ci sono tante creature magiche e potenti che fanno ridere e che incupiscono.

### Goblin Testapiatta: Babbaleo e Zuccacosta
Babbaleo è un malvagio essere impetuoso. Può e deve spaventare il lettore perché è una creatura vergognosa e sporca, cattiva, con l'ammutinamento nel profondo del cuore. Zuccacosta parla sempre in modo zelante e una delle poche cose che sa fare è vantarsi; ma non c'è bisogno di odiarlo, perché, benché odioso, è un personaggio divertente (che all'inizio sembra cattivo).

### Tocgoblin: Sguiscio e Mim
Sguiscio è stupido e non ha niente a che fare con la comunità di tocgoblin che abita nei pressi della Palude. Adora il tempesfrasso e sa che alla base del polvofrasso c'è esso. E sa anche che il polvofrasso è liquido. Perciò, quando conosce Tendine, che era assetato, ruba un po' di tempesfrasso e tenta di creare il polvofrasso. E Tendine muore. Mim fa parte della popolazione di tocgoblin che abita nei pressi della Palude. Si fidano di Scrofola, che li aiuta a pagamento. Ma quando lui si stufa di lei, la uccide (e con lei tutta la sua comunità).

### Quercelfi: Lancetto e Spoletta
Lancetto è minuto e potente; ma si lascia indebolire dall'inganno di Scrofola Toglidito; è quello ucciso con più violenza, colpito al cuore con il falcetto da druido dell'orribile creatura. Spoletta ha dei grandi occhi neri e certe cose le percepisce molto facilmente senza di essi. Prima di essere catturato e portato da Sudamarcio, era un trasportatore di carichi pesantissimi alla FTIP (Forza di sTato di vIlnix Pomplnius).

### Goffoloni: Bazzo e Bimbolo
Bazzo è un terribile killer spaventato, guerriero piagnucoloso, assassino assetato di latte. In realtà è un codardino che usa raramente il proprio coraggio. Ma quando tira fuori il leone che è in sé, è più forte di una possente tigre dai denti a sciabola. Bimbolo è altrettanto grosso, timido, muscoloso, pargolo, possente e sentimentale, ma lo è di più sotto tutti i fronti.

### Maciullai. Due fratelli: Tendine e Bistecca
Tendine è un venditore di amuleti scarso e odiato dai troglozucchi che fa una fine orribile, Bistecca è sempre triste per la morte del fratello, ma il suo è un cuore buono e forte, come dice Liscaio.

## Avventura
L'avventura è importante in questo libro. I momenti in cui l'avventura è più presente sono, in ordine "cronologico":
- L'esplosione della Torre dei Saggiapioggia;
- Una delle catene minori cade sul troglozucco che aveva offeso e derubato Tendine;
- Fruscello fa confusione e il carico di ferlegno per i troll legnaioli cade irrecuperabilmente in Boscofondo;
- Visciolo trae la conclusione di poter far finire bene la sua missione per potersi proclamare mastrogilda;
- Babbaleo vuole uscire dalla sua stanza e Fruscello rimane solo ad affrontare tutta quella puzza;
- Fruscello guarda fuori dalla finestra e vede la Palude con Scrofola e i cadaveri di Mim e degli altri tocgoblin;
- Babbaleo e Lupo delle Nubi incrociano le spade;
- Il cavaliere color seppia vuole uccidere Fruscello e quest'ultimo prende il guanto del primo rendendolo misteriosamente inoffensivo;
- Tem Durascorza crede di vedere suo fratello Cal, impazzisce e lo va a cercare;
- Bazzo muore;
- Lancetto muore;
- Lo Specialista di Luce urla:-Screedius Tollnix!-. Scrofola riconosce quel nome, rimane fermo e viene infilzato dalla sciabola di Fruscello;
- Maugin muove la Tagliaventi oltre il Bordo. Lei e Fruscello potrebbero morire;
- Fruscello crea del polvofrasso al crepuscolo;
- Fruscello insegue Vilnix per tutta Santafrasso;
- Fruscello deve pensare se arruolare o non arruolare Tortoso Nevicchio.

## Edizioni
- Paul Stewart, Chris Riddell, Cronache del bordo, collana Contemporanea, Mondadori, 2000, ISBN 88-04-47975-2.